# VP9

Logo formatu

VP9 – otwarty i wolny od opłat licencyjnych (Royalty free) standard kompresji wideo. Opracowywany przez Google. VP9 był rozwijany pod nazwami Next Gen Open Video (NGOV) i VP-Next. Jest to następca VP8.

## Historia
Prace nad standardem VP9 rozpoczęły się w trzecim kwartale 2011 roku.
Głównym celem jest dwukrotne (w porównaniu do VP8) zmniejszenie plików filmowych, bez utraty jakości. W założeniach w wydajności kompresji ma pokonać konkurencję, jaką jest High Efficiency Video Coding.
Zakodowane dane mają być zawarte w kontenerze WebM.
13 grudnia 2012 dekoder VP9 został dodany do przeglądarki Chromium.
21 lutego 2013 wydano pierwszą stabilna wersję przeglądarki Google Chrome (numer 25), która dekodowała VP9. Firefox obsługuje standard począwszy od wersji 28 (wydanej 18 marca 2014 r.).
Kodek VP9 jest wykorzystywany w serwisie YouTube (jeśli jest techniczna możliwość, wykorzystywany jest kodek VP9, w przeciwnym wypadku – inne kodeki, np. H.264).

## Profile
Istnieje kilka wariantów formatu VP9 (znanych jako „profile kodowania”), które stopniowo umożliwiają korzystanie z większej liczby funkcji. Profil 0 to podstawowy wariant, wymagający najmniej od implementacji sprzętowej:
profil 0 - głębia kolorów: 8 bitów/próbkę, próbkowanie chrominancji: 4:2:0
profil 1 - głębia kolorów: 8 bitów, próbkowanie chrominancji: 4:2:2, 4:2:0, 4:4:4
profil 2 - głębia kolorów: 10 lub 12 bitów, próbkowanie chrominancji: 4:2:0
profil 3 - głębia kolorów: 10 lub 12 bitów, próbkowanie chrominancji: 4:2:2, 4:2:0, 4:4:4